# Homero Gutiérrez
Homero Gutiérrez Román (Talca, 13 de octubre de 1929 - 2 de septiembre de 2009) fue un profesor y político chileno, militante del Partido Demócrata Cristiano (PDC). Fue diputado por el distrito N.° 37 de Talca entre 1994 y 2002.

## Biografía
Estudió en la Escuela N.°2 de Talca, y los secundarios, en el Liceo de Hombres de la misma ciudad. Luego ingresó al Instituto Pedagógico de la Universidad de Chile, donde obtuvo el título de Profesor de Estado en Historia y Geografía. Posteriormente obtuvo su Licenciatura y Magíster en Educación, en la Universidad Católica de Chile.
Fue profesor en el Liceo de Hombres de Traiguén y del Liceo de Hombres de Talca. En 1965 fue rector fundador del Liceo Nocturno de Talca y del Liceo N.°2. Entre 1975 y 1990 fue profesor de Educación de la Universidad Católica del Maule.
En 1954 ingresó a la Falange Nacional. En 1957, y tras la fusión de esta colectividad con el Partido Conservador Social Cristiano, pasó a las filas de la DC. Fue generalísimo de la campaña senatorial de Patricio Aylwin en 1965. Se desempeñó como presidente provincial del partido y encargado de la campaña del NO en el Plebiscito de 1988.
Tras el retorno de la democracia en 1990 fue designado como gobernador de la Provincia de Talca, cargo que ocupó hasta 1992. De forma paralela fue gobernador subrogante de la Provincia de Linares.
En 1993 fue elegido diputado por Talca, siendo reelegido en 1997. En ambas oportunidades logró un doblaje para la Concertación junto con el socialista Sergio Aguiló. En su primera elección fue arrastrado por los efectos del sistema binominal, mientras que en la siguiente se ubicó en el segundo lugar de las votaciones. Fue diputado reemplazante en la Comisión Permanente de Gobierno Interior, Regionalización, Planificación y Desarrollo Social; y en la de Defensa Nacional; e integró la Comisión Permanente de Educación, Cultura, Deportes y Recreación; la de Agricultura, Silvicultura y Pesca; y la de Familia. Miembro de la Comisión Investigadora del Caso Uvas Envenenadas y de la Investigadora Disolución de Colonia Dignidad.
Aunque buscó repostularse por tercera vez en 2001, salió derrotado ante Roberto Montecinos Espinoza en una primaria interna de la DC. El parlamentario acusó dificultades para votar e irregularidades en las inscripciones de votación.

## Historial electoral

### Elecciones parlamentarias de 1993
- Elecciones parlamentarias de 1993 a diputado por el Distrito 37 (Talca)[4]

### Elecciones parlamentarias de 1997
- Elecciones parlamentarias de 1997 a diputado por el Distrito 37 (Talca)[5]

### Elecciones municipales de 2004
- Elecciones municipales de 2004, por el concejo municipal de Talca[6]